# Sitio de Toledo (1090)
El sitio de Toledo de 1090 fue un intento fallido almorávide de reconquistar la ciudad, que había caído en manos castellanas en 1085.

## Antecedentes
En 1086, el emir de Sevilla, Al-Mu'tamid, que había puesto en marcha una serie de agresivos ataques a los reinos vecinos surgidos de la descomposición del Califato de Córdoba vio amenazados sus dominios por Alfonso VI de Castilla, que había conquistado Toledo en 1085. Al-Mu'tamid presenció la introducción de las parias, que reforzaban la economía del reino cristiano, por lo que pidió ayuda a los almorávides, que desembarcaron comandados por Yusuf ibn Tašufin en Algeciras para derrotar a los cristianos en la batalla de Sagrajas, pero Yusuf tuvo que volver a África por la muerte de su hijo.
Un segundo llamamiento de socorro en 1088 provoca la vuelta de Yusuf ibn Tašufin, durante el sitio de Aledo, percibe la debilidad de las taifas, indecisas entre la alianza con los almorávides o los cristianos. Su posición de fuerza lo faculta para asentarse en al-Ándalus en la tercera expedición que envía (1090), esta vez sin que fuera llamado por los andalusíes.

## El asedio
Yusuf ibn Tašufin desembarcó el 10 de junio de 1090 y se dirigió directamente a Toledo, como primer movimiento para la conquista de todos los territorios musulmanes. Los emires taifas, sabedores de las intenciones del almorávide, no le apoyaron en esta campaña y ya habían empezado las negociaciones con Alfonso VI de Castilla.
Las defensas de la ciudad estaban preparadas para resistir un largo asedio, y la guarnición muy preparada, y además cerca estaban los castillos de Oreja y Maqueda, y a mediados de julio, Yusuf ibn Tašufin supo que se aproximaba un contingente castellano y navarro encabezado por Alfonso VI de Castilla y Sancho Ramírez de Aragón, de forma que en agosto levantó el asedio.

## Consecuencias
Después de comprobar la falta de apoyo que recibió de los emires, Yusuf ibn Tašufin los atacó consiguiendo el control de los diversos reinos musulmanes. Así, depuso al gobernante de Granada y situó en su lugar a su primo Sir como gobernador de los territorios andalusíes conquistados, con la misión de atacar y anexionar nuevas taifas. En 1090, los almorávides tomaban Málaga; en 1091, Almería y Sevilla, Aledo en 1092, Badajoz en 1094 y Valencia en 1102. 